# Перемога (Конотопський район)
Перемо́га — село в Україні, у Кролевецькій міській громаді Конотопського району Сумської області. Площа - 29,83 га. Населення становить 16 осіб. До 2020 орган місцевого самоврядування — Білогривська сільська рада.

## Географія
Село Перемога знаходиться на відстані 2 км від лівого берега річки Есмань. На відстані до 3-х км розташовані села Воронцове, Курдюмівка та Кушкине. Село оточене лісовим масивом (сосна, дуб). Поруч проходять автомобільна дорога Т 1907 і залізниця. Найближча залізнична станція Пиротчине, розташована за 3 км. Відстань до сільської ради становить 10 км, до районного центру 25 км.

## Історія
У 1924 році на місці, де до Жовтневого перевороту 1917 року був розташований спиртовий завод «Бивара», утворилося село «Перемога». Дані про дату отримання селом сучасної назви не збереглися. Село було одним із бригадних відділень колгоспу «Дружба».
Нині село у занепаді. Місцевих мешканців лишилось дуже мало. Житлові будинки і земля переважно використовуються як дачі.
12 червня 2020 року, відповідно до розпорядження Кабінету Міністрів України № 723-р «Про визначення адміністративних центрів та затвердження територій територіальних громад Сумської області», село увійшло до складу Кролевецької міської громади.
19 липня 2020 року, в результаті адміністративно-територіальної реформи та ліквідації Кролевецького району, увійшло до складу новоутвореного Конотопського району.

## Символіка
На гербі зображена колба-пляшка зі спиртом (червоний колір), яка символізує спиртовий завод «Бивара», будівництво якого й поклало заснуванню села. Соснові гілочка з шишкою символізують знаходження села серед лісу. Чорний колір символізує що земля села переважно використовуються як дачі.